# Shahpur
Shahpur è una città dell'India di 14.456 abitanti, situata nel distretto di Bhojpur, nello stato federato del Bihar. In base al numero di abitanti la città rientra nella classe IV (da 10.000 a 19.999 persone).

## Geografia fisica
La città è situata a 25° 34' 60 N e 84° 27' 0 E e ha un'altitudine di 50 m s.l.m..

## Società

### Evoluzione demografica
Al censimento del 2001 la popolazione di Shahpur assommava a 14.456 persone, delle quali 7.560 maschi e 6.896 femmine. I bambini di età inferiore o uguale ai sei anni assommavano a 2.762, dei quali 1.393 maschi e 1.369 femmine. Infine, coloro che erano in grado di saper almeno leggere e scrivere erano 6.744, dei quali 4.400 maschi e 2.344 femmine.